# Coublucq
Coublucq település Franciaországban, Pyrénées-Atlantiques megyében. Lakosainak száma 89 fő (2022. január 1.). Coublucq Boueilh-Boueilho-Lasque, Garlède-Mondebat, Méracq, Pouliacq, Poursiugues-Boucoue és Vignes községekkel határos.

## Népesség
A település népességének változása:
| Lakosok száma | 107  | 107  | 105  | 102  | 98   | 95   | 92   | 91   | 89   |
|               | 2013 | 2015 | 2016 | 2017 | 2018 | 2019 | 2020 | 2021 | 2022 |